# 이치노세 하야테
이치노세 하야테(일본어: 一ノ瀬 颯 いちのせ はやて[*], 1997년 4월 8일 ~ )는 일본의 배우이다. 소속사는 켄온이며, 2019년 기사룡전대 류소저의 코우 역할로 데뷔하였다.

## 출연작

### TV 드라마
- • 기사룡전대 류소우저（2019년3월17일 - 2020년3월1일, 아사히 TV ） - 주연 코우  /  류소우 레드
- • 특수 9 Season3 제 9 화（2020년7월15일, 아사히 TV ） - 요시이 히로야
- • 언성 신데렐라 병원약사의 처방전 제 7화（2020년8월27일, 후지 TV ） - 오리하라 미키토
- • 대하드라마 기린이 온다 제25회 - 제28회（2020년9년27일 - 10월18일,NHK） - 아시카가 요시히데
- • 이사랑 데워드릴까요（2020년10월20일 - 12월22일, TBS） - 우스이 리쿠토
- • 에도모아 젤 ~ 레이와에 사랑 하겠사와요  제3화 - 최종화（2021년1월 - 3월 11일, YTV） - 이와사 초베
- • 좋아요! 히카루 겐지 군 시즌 2（2021월6월7일 - 28일, NHK） - 이치죠 토오루
- • 나이트 닥터（2021년6월21일 - 9월13일, 후지TV） - 네기시 신지로
- •  닥터-X ~외과의 · 다이몬 미치코~시즌 7（2021년10월14일 - 12월16일, 아사히TV） - 아리하라 로헤이
- • 도쿄, 사랑이라니, 연애라니（2021년12월29일・30일, 테레비도쿄） - 마츠시마 하지메
- •  가십 #그녀가 알고 싶은 진짜 ○○（2022년1월6日일- 3월17일, 후지TV） - 야베 료스케
- • 팝UP! 드라마  오후의 여자들 제3화 「피아노레슨」（2022년6월3일,후지TV） - 타카기 소우
- • 텟파치!（2022년7월6일- 8월10일, 후지TV) - 무토 카즈야
- • SDGsミ미니드라마 「おくりいえ」（2022년7월24일, NHK）
- 유류수사 시즌7  제 7  화（2022년8월25일. 아사히TV） - 스기사키 로스케

## 영화
- 기사룡전대 류소저 THE MOVIE 타임슬립! 공룡패닉!!! - 코우 / 류소우레드 역
- 기사룡전대 류소저 VS 루팡레인저 VS 패트레인저 - 코우 / 류소우레드 역
- 기사룡전대 류소저 특별편:메모리 오브 소울 메이트 - 코우 / 류소우레드 역
- 마진전대 키라메이저 VS 류소저 - 코우 / 류소우레드 역